# Mésa Moulianá
Mésa Moulianá, en grec moderne : Μέσα Μουλιανά est un village du dème de Sitía, en Crète, en Grèce. Selon le recensement de 2011, la population de Mésa Moulianá compte 208 habitants. Le village est situé à une altitude de 400 m et à une distance de 19 km de Sitía.

## Recensements de la population
| Recensements | 1900 | 1920 | 1928 | 1940 | 1951 | 1961 | 1971 | 1981 | 1991 | 2001 | 2011 |
| ------------ | ---- | ---- | ---- | ---- | ---- | ---- | ---- | ---- | ---- | ---- | ---- |
| Population   | 450  | 459  | 456  | 512  | 517  | 483  | 384  | 331  | 302  | 279  | 208  |